# Paul Fenasse
 (août 2016).
Si vous disposez d'ouvrages ou d'articles de référence ou si vous connaissez des sites web de qualité traitant du thème abordé ici, merci de compléter l'article en donnant les références utiles à sa vérifiabilité et en les liant à la section « Notes et références ».
Paul Joseph Fenasse ou Paul Fenasse est un peintre français né à Mustapha le 17 août 1899 et décédé à New Braunfels au Texas le 7 octobre 1976.
Son œuvre s'inscrit dans l'orientalisme. Il fait partie des peintres de l'École d'Alger.

## Origines
Il est issu d'une branche de la famille Fenasse (Fendeille, Aude) qui partit s'installer en Algérie dans les années 1840.
Son père, Paul Fenasse, était maçon et sa mère, Louise née Risso était couturière.

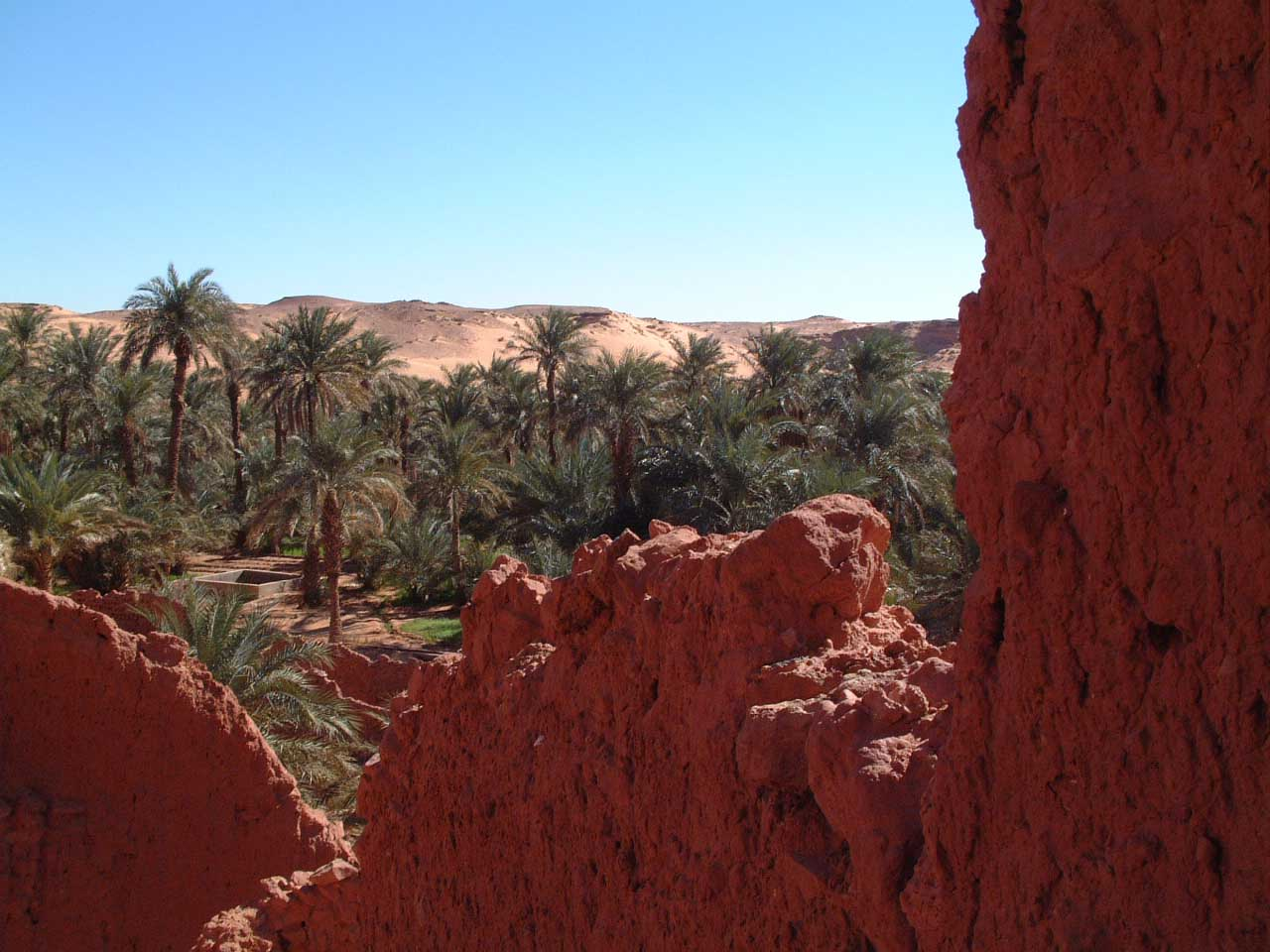
L'oasis de Timimoun inspira à Paul Fenasse une série de grands formats.

## Les jeunes années
Son enfance se déroule dans l'Alger de la Belle Époque. 
Pendant la Première Guerre mondiale, il entre à l'École des beaux-arts d'Alger.
Paul Fenasse était un ami du sculpteur Paul Belmondo. Ils étaient sur le même banc à l'école primaire Dordor à Alger et se sont retrouvés plus tard à l'École des beaux arts.

## Œuvre
Ses tableaux remportent du succès assez vite. La Société des peintres orientalistes français s'intéresse rapidement à ses œuvres qui sont exposées régulièrement au Salon des peintres orientalistes français à Paris.
Le Gouvernement général de l'Algérie l'a engagé à plusieurs reprises pour peindre des grands formats dans le Sahara ou dans les Aurès.
L'engouement pour l'orientalisme a remis à la lumière les peintres de l'École d'Alger. Les toiles de Paul Fenasse sont régulièrement dans les salles de vente et notamment à l'Hôtel Drouot (page Paul Fenasse du catalogue Drouot en annexe)

## Retraite américaine
Ses deux filles s'étant mariées à deux militaires américains rencontrés sur la Côte d'Azur après la Seconde Guerre mondiale, Paul Fenasse et son épouse Juliette suivirent leurs filles pour vivre au Texas.